# 美佐島駅
美佐島駅（みさしまえき）は、新潟県十日町市午（うま）にある、北越急行ほくほく線の駅である。ほくほく線で唯一の地下駅であり、日本で数少ない山岳トンネルの中にある鉄道駅でもある。

## 歴史

### 駅名の由来
駅周辺の広域地名に因んでいる。

### 年表
- 1997年（平成9年）3月22日：ほくほく線の六日町駅 - 犀潟駅間の全線開業と同時に営業開始[2]。
- 2015年（平成27年）3月14日：北陸新幹線長野 - 金沢間の開業により特急はくたかが廃止され[5]、当駅を高速通過する列車が消滅する。
- 2023年（令和5年）3月18日：ダイヤ改正で快速列車が廃止され、当駅を通過する定期列車がすべて消滅した。

## 駅構造

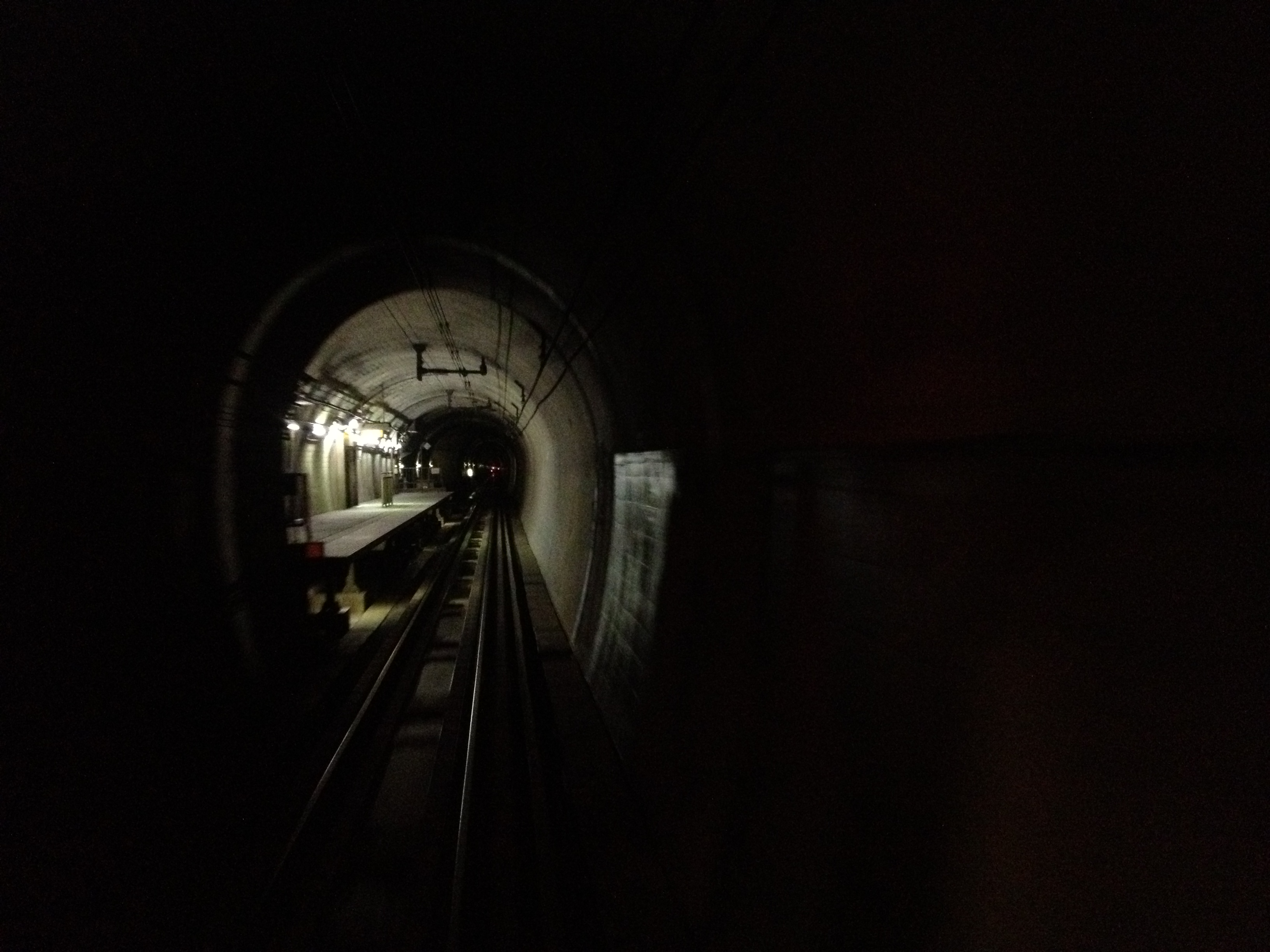
走行中の車内から見た美佐島駅構内（2012年2月）

単式ホーム1面1線を備える地下駅である。駅舎は地上にあるが、ホームは地下10.1 mの赤倉トンネル内に位置する。無人駅で、乗車駅証明書発行機が設置されている。駅舎には畳敷きの待合室や、男女に分かれたトイレが設置されている。なお、バリアフリー設備は設置されていない。
列車通過時の風圧が激しいため、駅のホームに向かう通路は、ホームに隣接した扉と、地上へ続く通路の扉の、2つの鉄製の扉で仕切られている。ホームに隣接した扉は、列車が来ない間は施錠されているため、駅利用者は列車通過時にホームに立ち入ることはできない。列車が到着すると、扉の横にある表示が「電車が到着するまで扉は開きません」から「電車が到着しましたので御乗車下さい」に切り替わり、ホームに立ち入れるようになる 。当駅で下車した後は、ホームから2分以内に出る必要がある。ホームは防犯カメラで遠隔監視され、列車発車後もホームに残っているとアナウンスで退出を促される。万が一、ホームにいるときに扉がロックされた場合は、扉の横にあるボタンを押して退出できる。
また、2つの扉は列車発車時の気圧差で突風が吹く恐れがあるため、エアロックのように2枚が同時に開かない構造になっている。このため列車が駅に停車している間は、通路からホームに向かうことができない。建設当初は手動扉でスプリングによって閉まる構造とされていたが、1997年に運輸省新潟運輸局（現在の国土交通省北陸信越運輸局）が完成検査を行うことに際し、防風扉が開いたままの状態で列車を通過させる実験を行ったところ、風圧で駅舎内の待合室の窓ガラスが粉砕されるという事態になり、2枚の扉を連動させる方式に転換することになった。
当駅では列車が通過する際、ほかの駅と同様に通過警告のアナウンスが流れた後、「まもなく高速で電車が通過します。大変危険です。ホームには絶対に出ないで下さい。」というアナウンスが構内で、繰り返し放送される。かつて、特急「はくたか」が運行されていた頃は、待合室でも放送されていたが、現在は新潟弁、標準語、英語の順に放送されるものに更新され、到着時のアナウンスも同様に放送されるため、構内の放送と待合室の放送が異なる。
2013年（平成25年）8月より、地下通路に列車運転状況表示装置が設置された。ほくほく線の他駅とは異なり、NTTドコモのタブレット端末が設置されている。これにより、地下待合室でNTTドコモの携帯電話が使用できるようになったが、他社の携帯電話は現在も使用できない。
2023年3月18日のダイヤ改正で快速が廃止され当駅を通過する定期列車は消滅したが、以降も防風扉などの運用は従前通り続けられている。

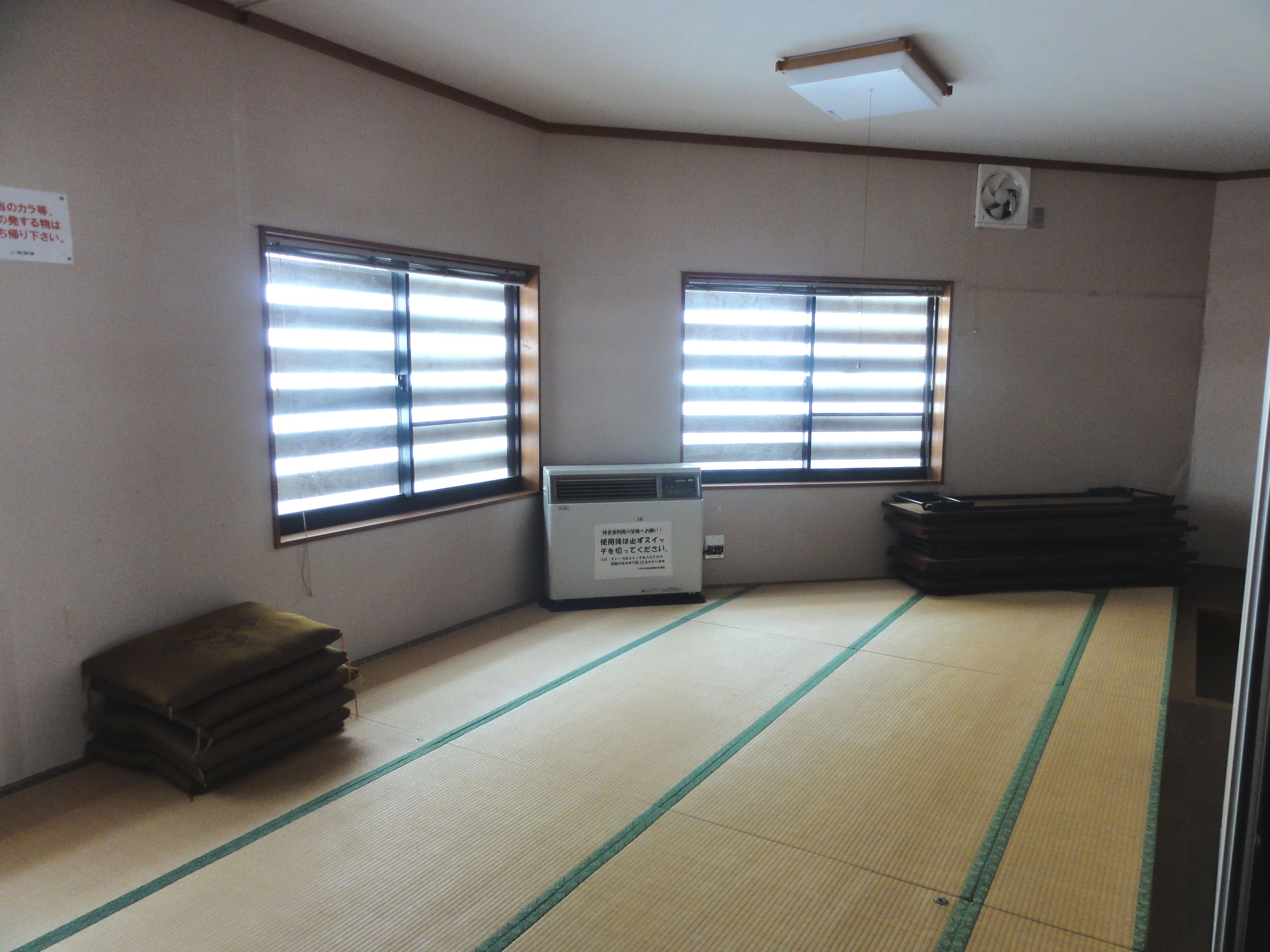
地上待合室
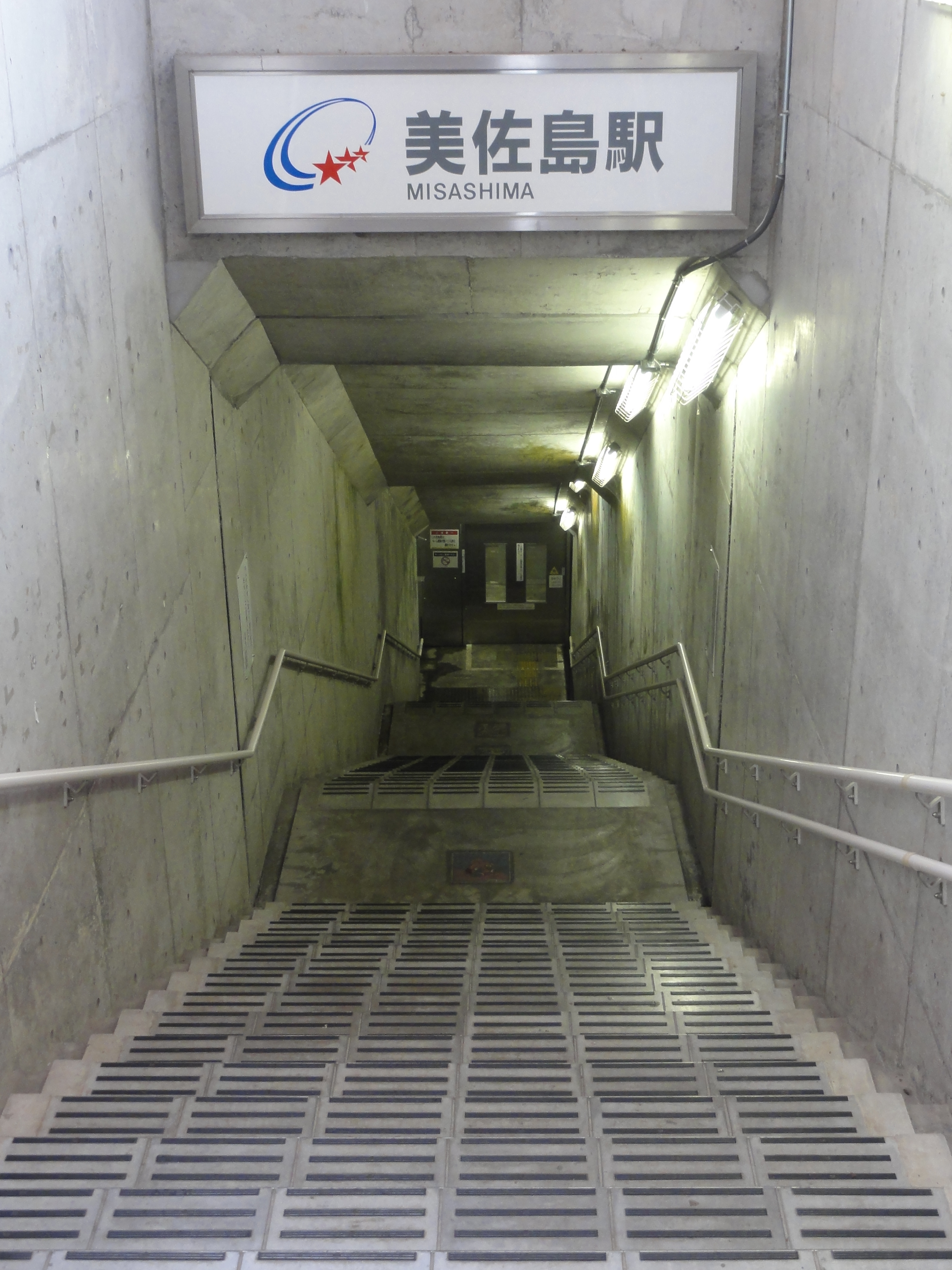
地下ホームにつながる階段
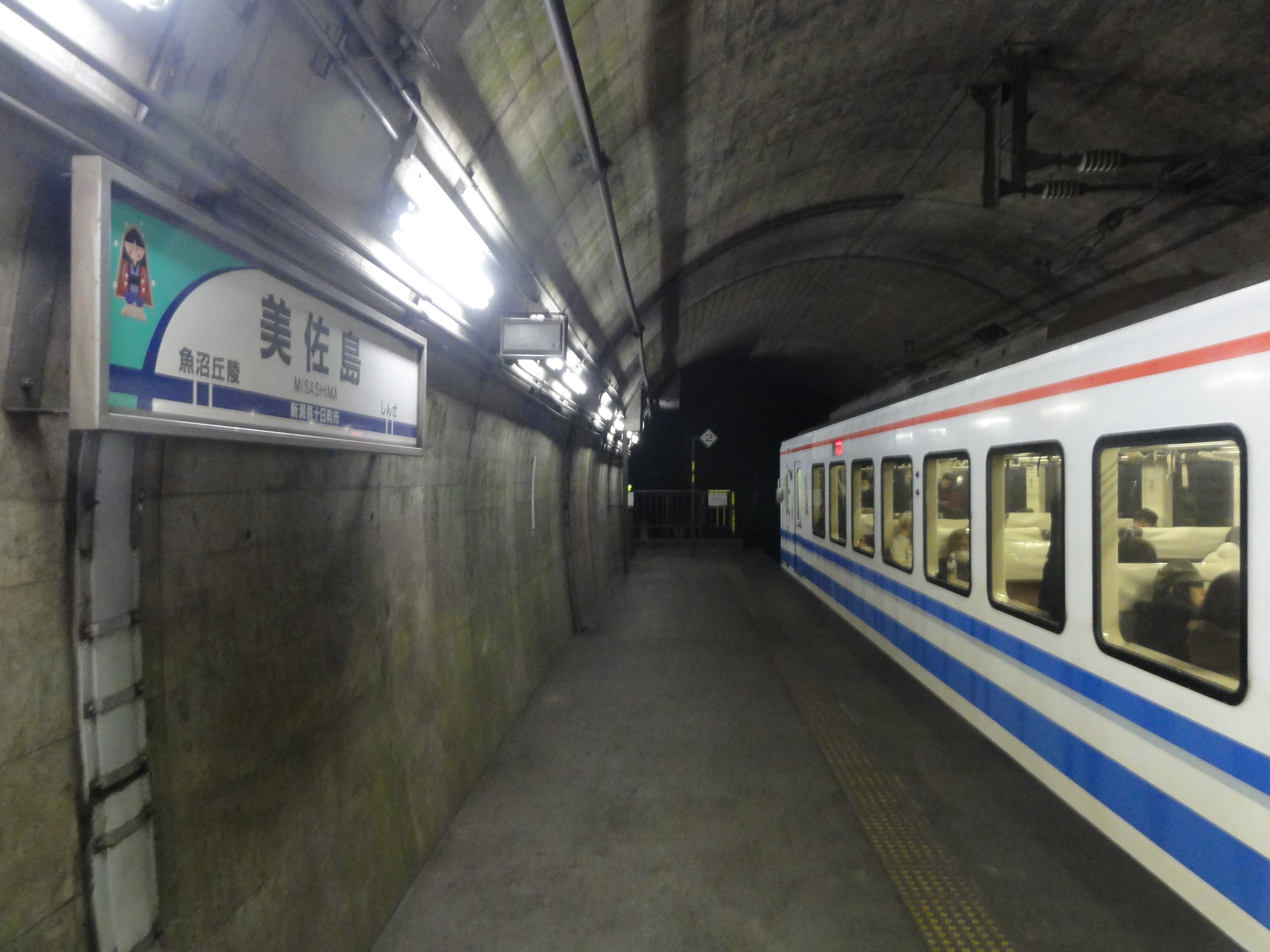
地下ホーム（駅看板変更前）
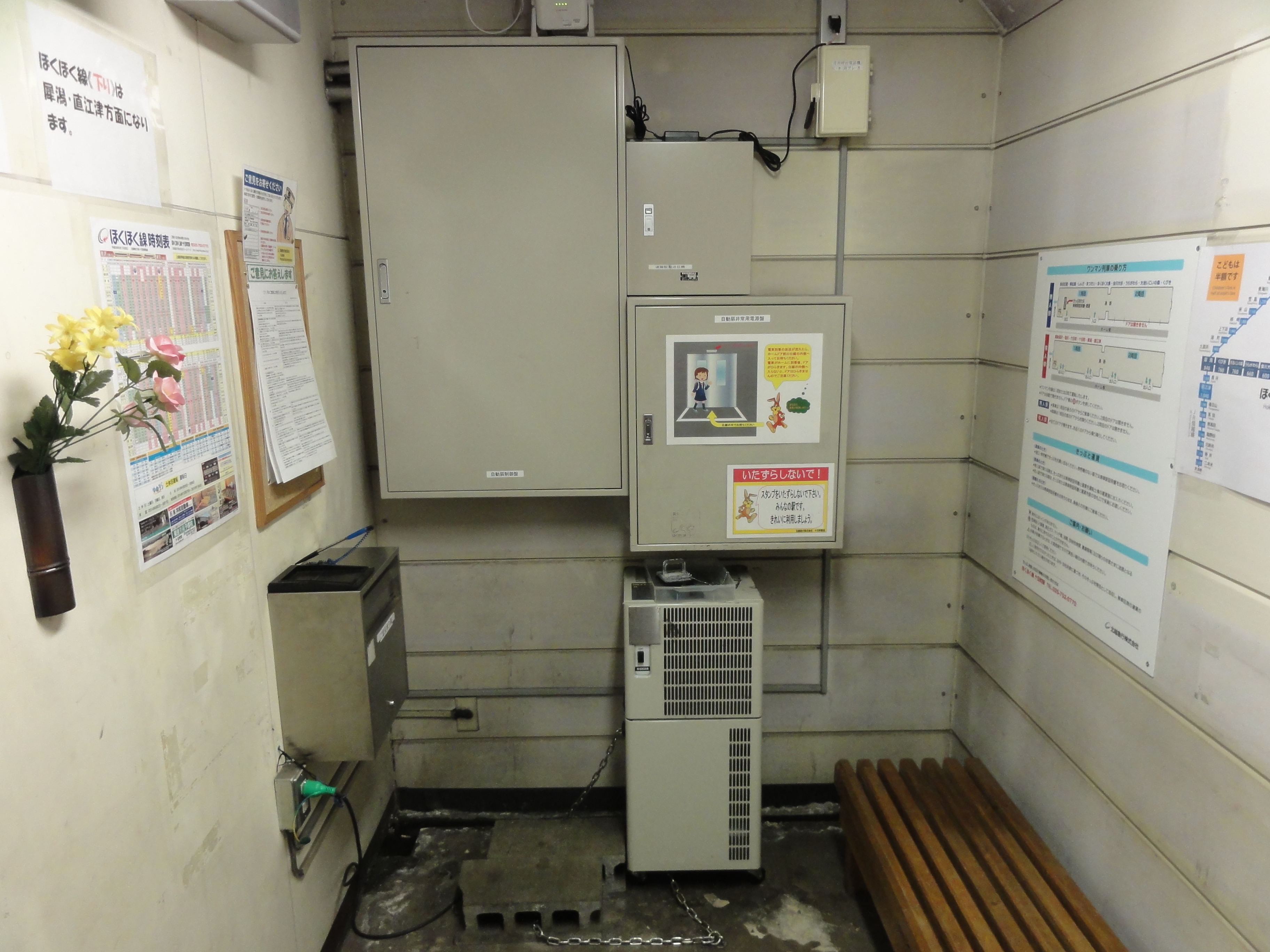
地下待合室
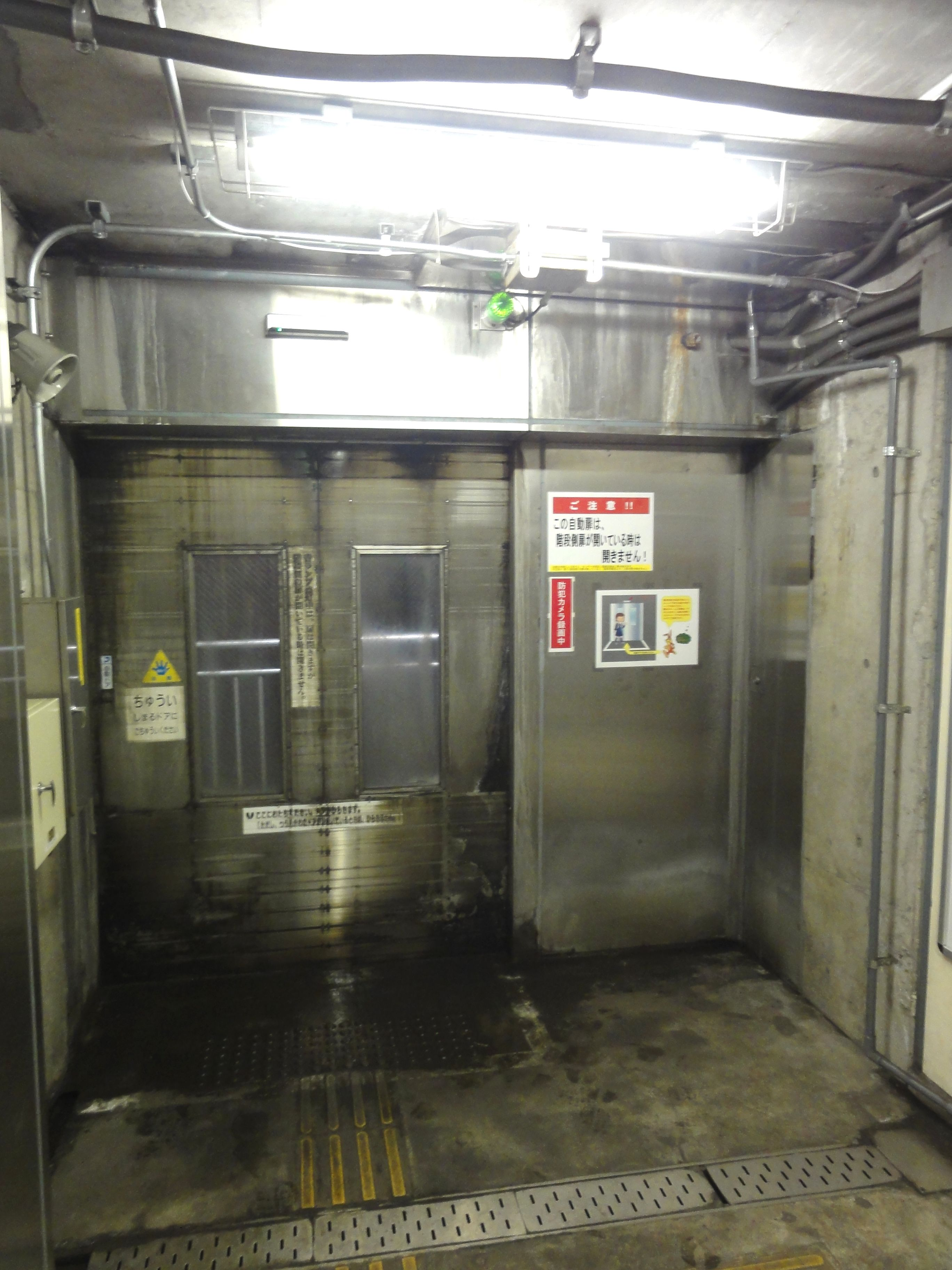
ホームに隣接する防風扉
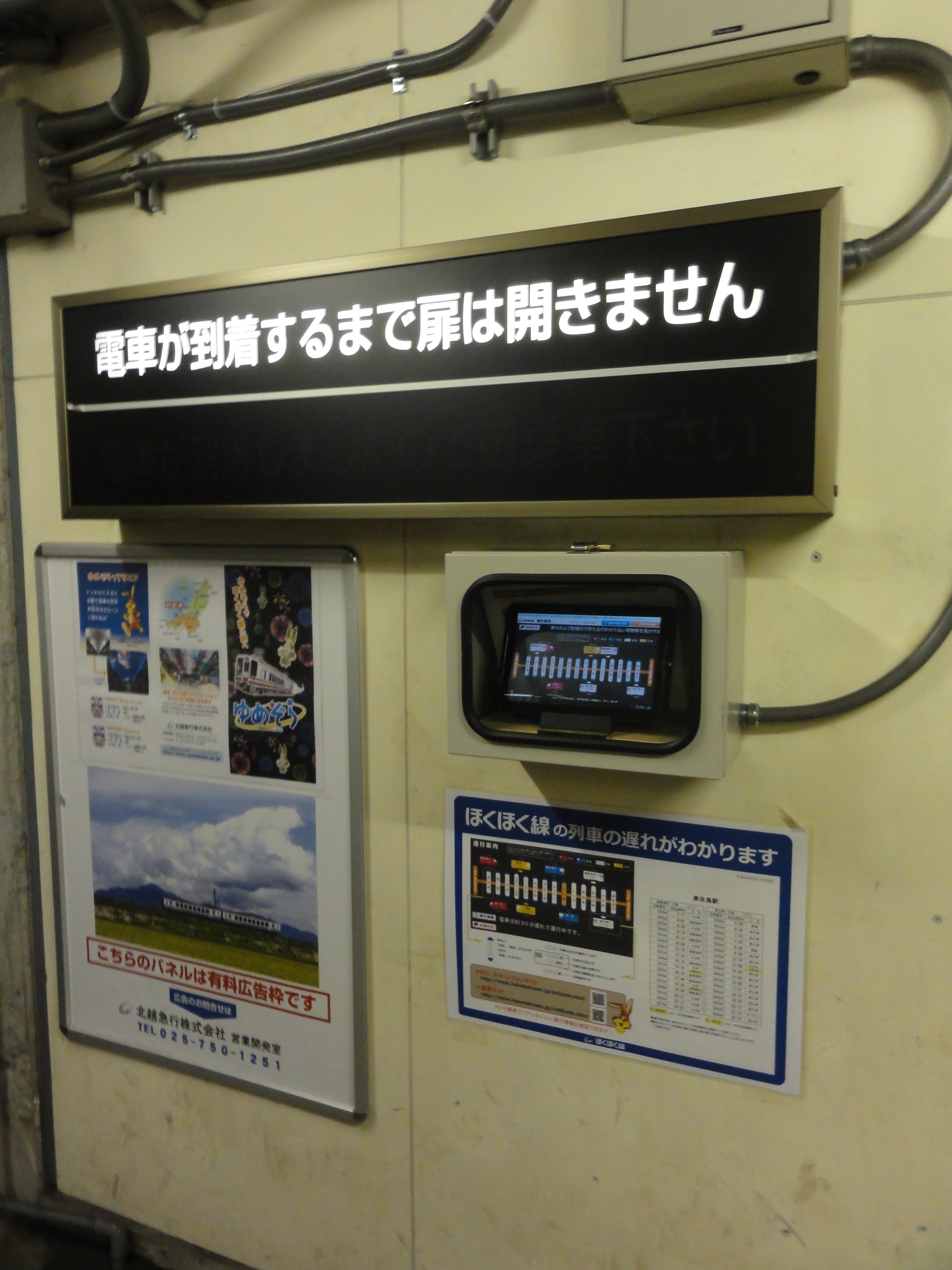
地下通路の表示器の下に設置された列車運転状況表示装置

## 利用状況
| 1日乗降人員推移 | 1日乗降人員推移 |
| 年度            | 1日平均人数     |
| --------------- | --------------- |
| 2011年          | 9               |
| 2012年          | 4               |
| 2013年          | 5               |
| 2014年          | 10              |
| 2015年          | 3               |
| 2016年          | 4               |
| 2017年          | 9               |
| 2018年          | 4               |

## 駅周辺
駅周辺には変電所や神社、美術館、ゲストハウスなどがあり数世帯が居住する。また午地区には郵便番号が割り当てられておらず、〒948-0000である。
- 津地変電所
- 新潟県道74号十日町六日町線
- ミティラー美術館
- 立正佼成会生誕地道場（付近に立正佼成会開祖庭野日敬の生誕地があり、駅舎や駅周辺には教団関係の掲示物、看板が掲げられている）

## 隣の駅
北越急行
■ほくほく線
魚沼丘陵駅 - （赤倉信号場） - 美佐島駅 - しんざ駅